# Олаф III
Олаф III наречен Тихия (на старонорвежки: Óláfr Haraldsson; на норвежки: Olav Haraldsson), (1050 – 22 септември 1093), е крал на Норвегия от 1067 до 1093 г.
През 1066 г. баща му Харалд Хардроде започва военен поход в Англия, домогвайки се до английския трон. Олаф, който е по-малкият му син, го съпровожда, а по-големият – Магнус, според желанието на баща си е провъзгласен за конунг и остава да управлява Норвегия.
Първоначално норвежката армия има успех в битката при Фулфорд, в която както разказват древните саги Олаф се отличил с храбростта си. След завземането на Йорк, Хардроде разделя армията си като една трета от нея, в това число и Олаф, оставя за охрана на корабите, а с останалите сили стъпва на брега. След разгрома на норвежците в битката при Стамфорд Бридж, в която загива Харалд Хардроде, Олаф сключва мир с английския крал Харолд Годуинсън, давайки клетва да не напада повече Англия.
Оцелелите норвежки сили (само 24 кораба от първоначалните над 300) напускат Англия, презимуват на Оркнейските острови и на следващата година се връщат в Норвегия. По-големият брат Магнус II доброволно поделя властта си с Олаф – Олаф става конунг на Източна Норвегия, а Магнус управлява северните части.
През 1069 г. Магнус се разболява и умира и Олаф остава едноличен крал на Норвегия. Следва период на мир и разцвет. Олаф основава и град Берген през 1070 г. като градът е столица на Норвегия до 1299 г. На Олаф се приписва създаването на търговските гилдии и построяването на първите каменни църкви. Той бил първият норвежки крал, умеещ да пише и чете.
От брака си с Ингерид Датска Олаф нямал деца, но имал син от наложницата си Тора – бъдещият крал Магнус III Босоногия.
Олаф III Тихия умира от болест на 22 септември 1093 г. и е погребан в катедралата в Тронхайм.